# Мазут
Мазу́т — жидкий продукт тёмно-коричневого, иногда чёрного цвета, остаток после отгонки из нефти или продуктов её вторичной переработки бензиновых, керосиновых и газойлевых фракций, выкипающих до 350—360°С.

## Свойства
Мазут представляет собой смесь углеводородов (с молекулярной массой от 400 до 1000), нефтяных смол (с молекулярной массой 500—3000 и более), асфальтенов, карбенов, карбоидов и органических соединений, содержащих металлы (V, Ni, Fe, Mg, Na, Ca).
Физико-химические свойства мазута зависят от химического состава исходной нефти и степени отгона дистиллятных фракций и характеризуются следующими данными: вязкость 8—80 мм²/с (при 100 °C), плотность 0,89—1 г/см³ (при 20 °C), температура застывания 10—40 °С, содержание серы 0,5—3,5 %, золы до 0,3 %, низшая теплота сгорания 39,4—40,7 МДж/кг.
Типичное распределение смолисто-асфальтеновых веществ в мазуте представлено в таблице 1.
|                             | Смолы | Асфальтены | Карбены и карбоиды |
| Мазут атмосферной перегонки |       |            |                    |
| Малосернистая нефть         | 14,0  | 0,1        | 0,03               |
| Мазут вторичной переработки | 10,2  | 8,4        | 0,9                |

Зольность мазутов преимущественно обусловлена содержанием кислородсодержащих соединений, содержащих катионы металлов. Некоторая доля золы образуется из взвешенных частиц (преимущественно силикаты и диоксид кремния). При переходе к более вязким мазутам содержание взвешенных частиц и коллоидных частиц повышается. Зола является крайне нежелательным компонентом продуктов сгорания мазутов, так как забивает форсунки, ускоряет коррозию оборудования, ухудшает экологическую обстановку в регионе и требует периодической остановки и чистки оборудования котельных установок. Наибольшей опасностью отличаются соединения ванадия (в золе представлены пятиоксидом ванадия V2O5), резко снижающие стойкость большинства сталей к высокотемпературной коррозии. Содержание оксида ванадия в золе большинства мазутов составляет порядка 5—50 %, и увеличивается по мере повышения содержания в мазуте серы. Сернистые соединения при сгорании образуют оксиды серы, которые также ядовиты и ускоряют коррозию за счёт образования с водяным паром серной и сернистой кислот.

## Применение
Мазуты применяются в качестве топлива для паровых котлов, котельных установок и промышленных печей (см. Котельные топлива), для производства флотского мазута, тяжёлого моторного топлива для крейцкопфных дизелей и бункерного топлива. Выход мазута составляет около 50 % по массе в расчёте на исходную нефть. В связи с необходимостью углубления её дальнейшей переработки мазут во все большем масштабе подвергают дальнейшей переработке, отгоняя под вакуумом дистилляты, выкипающие в пределах 350—420, 350—460, 350—500 и 420—500 °С. Вакуумные дистилляты применяют как сырьё для получения моторных топлив, в процессах каталитического крекинга, гидрокрекинга и дистиллятных смазочных масел. Остаток вакуумной перегонки мазута используют для переработки на установках термического крекинга и коксования, в производстве остаточных смазочных масел и гудрона, затем перерабатываемого на битум.
Примерный компонентный состав товарного мазута может включать в себя:
1. Мазут атмосферной перегонки нефти;
2. Гудрон;
3. Вакуумные газойли;
4. Экстракты масляного производства;
5. Керосино-газойлевые фракции (первичные и вторичные);
6. Тяжёлые газойли каталитического крекинга и коксования;
7. Битумы;
8. Остатки висбрекинга;
9. Тяжёлая смола пиролиза.

Основные потребители мазута — промышленность и флот.

## Марки

### М-40
Мазут М-40 вырабатывается по ГОСТ 10585 — 99 «Топливо нефтяное. Мазут» (стандарт на печное и котельное топливо), и классифицируется как среднее котельное топливо. Для М-40 температура застывания допускается не выше +10 °С, а при приготовлении из высокопарафинистых нефтей не выше +25 °С.
Топочный мазут М-40 производится из остатков переработки нефти. Для снижения температуры застывания в М-40 до 10 °С добавляют 8—15 % среднедистиллятных фракций. Используется для сжигания в отопительных установках, в теплогенераторах (используемых в сельском хозяйстве для сушки зерна и фруктов).

### М-100
Мазут М-100 (топливо) вырабатывается на базе остатков атмосферной и вакуумной перегонки с добавлением тяжёлых газойлевых фракций, регламентируется тем же ГОСТ 10585—2013 «Топливо нефтяное. Мазут. Технические условия». Используется в качестве котельного топлива для различных отопительных систем, печей, систем парового отопления и технологических установок. Отличается от М-40 вязкостью, а также наличием в его составе различных видов добавок: дизельного топлива, депрессорных присадок, керосиновых фракций и прочее.

## Экспорт из России
Мазут занимает четвёртое место после нефти, газа и дизельного топлива в структуре экспорта России.
- В 2005 году из России было экспортировано 45,8 млн тонн мазута на 10,2 млрд долларов США[3].
- В 2006 — 47,5 млн тонн на 13,7 млрд долларов США[4].
- В 2007 — 55,6 млн тонн на 18,2 млрд долларов США[5].

В августе 2024 года Россия нарастила экспорт мазута, в основном в Китай, Индию и Саудовскую Аравию. Только с 1 по 23 августа российские компании экспортировали 1,1 млн баррелей мазута в сутки, что на 200 000 больше, чем показатели в июле того же года.